# Osbald z Nortumbrii

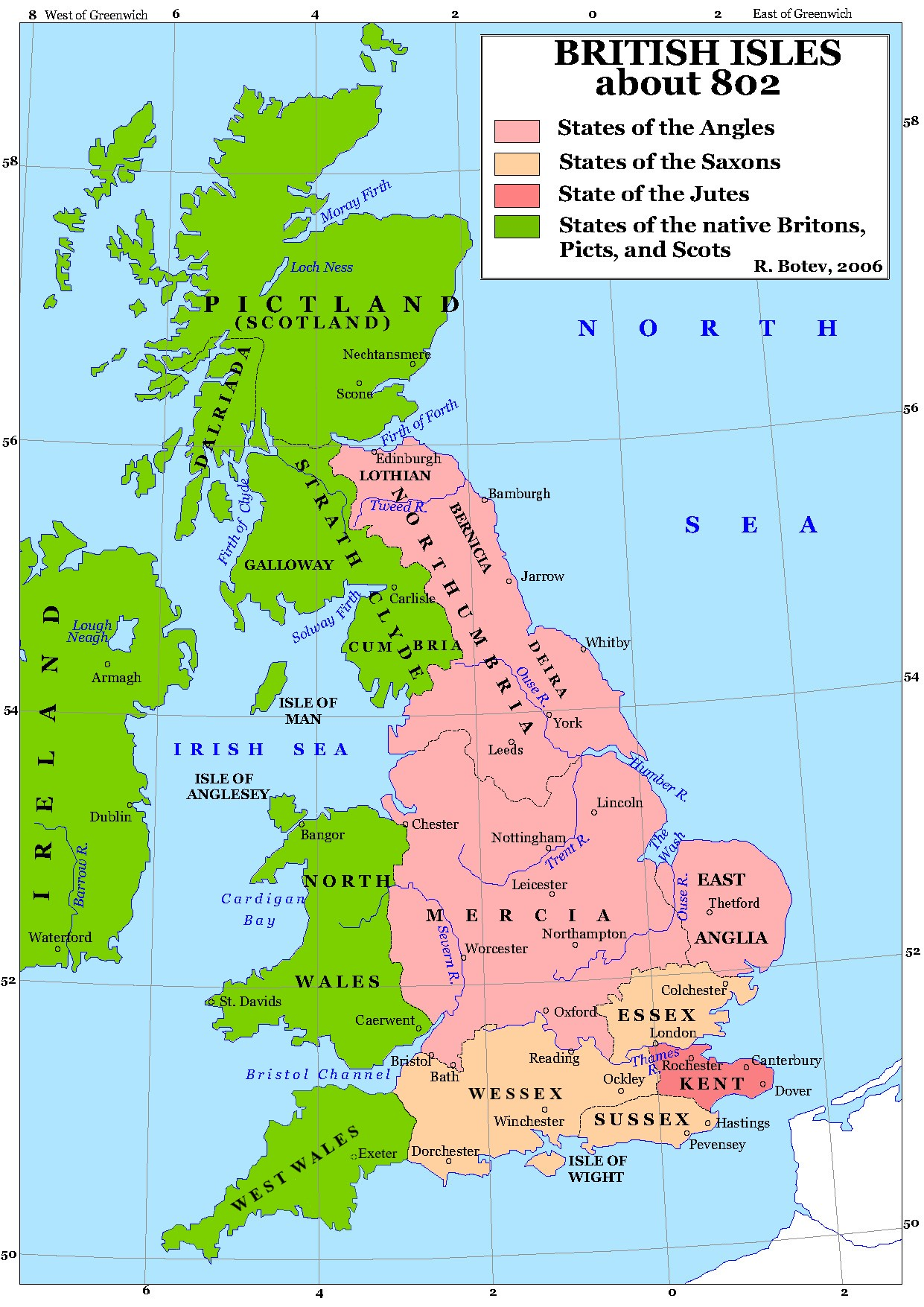
Wyspy Brytyjskie w czasach Osbalda

Osbald z Nortumbrii, Osbaldus – władca anglosaskiego królestwa Nortumbrii przez 27 dni w roku 796.

## Pochodzenie
Nieznane jest pochodzenie Osbalda. Symeon nazywa go patrycjuszem, co wskazuje na jego szlacheckie pochodzenie. Z kolei Alkuin w swoich listach sugeruje, że jego przodkami byli dawni królowie Nortumbrii. Pewnym jest natomiast, że odgrywał znaczącą rolę w państwie za panowania Etelreda, kiedy bowiem Alkuin napominał króla, wymienił również imiona jego współpracowników: Osbalda i Osberta.

## Życiorys
Pierwsza wzmianka o Osbaldzie na kartach historii pojawia się w 780 roku. 9 stycznia tego roku Osbald wraz z ealdormanem Etelhardem spalił żywcem Bearna, sojusznika króla Elfwalda.
Bliskie stosunki łączyły Osbalda z mnichem Alkuinem. Napisał on do młodego patrycjusza i króla Etelreda w 793 roku dwa listy, w których nawoływał do poprawy, ganiąc ich za przelaną krew, chciwość, przepych i "pogańskie" fryzury. Zachęcał również Osbalda do wstąpienia do zakonu i poświęcenia życia Bogu.
18 kwietnia 796 roku zginął Etelred. Jego śmierć była wynikiem spisku, zawiązanego przez szlachciców Wadę i Ealdreda. Kraj pogrążył się w anarchii. Sytuację szybko wykorzystał Osbald, zasiadając na tronie; nie ma jednak dowodów, że miał coś wspólnego ze spiskowcami.
Rządy Osbalda trwały zaledwie 27 dni. Po tym okresie został opuszczony przez swych ludzi, zdetronizowany i zmuszony do ucieczki. Schronienie znalazł w klasztorze na wyspie Lindisfarne. Otrzymał tam kolejny list od Alkuina, który wezwał go do porzucenia stanu świeckiego i przybrania mniszych szat. Mnich podejrzewał Osbalda o zabójstwo Etelreda i innych możnych oraz wzywał do odpokutowania za grzechy i zaniechania prób odzyskania władzy. Osbald odmówił i udał się do Piktów, gdzie przyjął go i otoczył opieką tamtejszy król Konstantin.
Najwyraźniej Alkuin nie zaprzestał swych wysiłków, gdyż Osbald w końcu został mnichem i umarł jako opat w 799 roku. Pochowano go w nieoznaczonym grobie w katedrze York Minster.